# Přírodní rezervace Łężczok
Přírodní rezervace Łężczok, slezsky Rezerwat przirody Łynżczok a polsky Rezerwat Przyrody Łężczok, je přírodní rezervace nacházející se na území Łężczoku (městská část Markowice města Ratiboř) a na území vesnice Nędza (gmina Nędza) v okrese Ratiboř v jižním Polsku. Geograficky se nachází v geomorfologickém celku Ratibořská kotlina v přírodním parku Krajinný park Cisterciácké krajinné kompozice Rud Wielkich ve Slezském vojvodství a v Horním Slezsku.

## Historie a popis
Přírodní rezervace Łężczok je jednou z největších ve Slezském vojvodství. Do roku 2015 se rezervace nazývala Łężczak. Původně měla rozlohu 396,21 ha, ale byla rozšířena a naposledy v roce 2015 na 477,38 ha. Má bohatou a hodnotnou faunu a flóru. Byla zde pozorována více než polovina všech druhů ptáků žijících v Polsku. Přes rezervaci vedou turistické stezky Szlak Husarii Polskiej, Szlak im. Polskich Szkół Mniejszościowych, Szlak spacerowy po Rezerwacie przyrody Łężczok, Szlak Młodości Eichendorffa a Śląsko-Morawska Droga św. Jakuba a cyklostezka 344Z.

### Historie
První zmínky o místě pocházejí ze 13. století. Ve 14. století zde působil cisterciácký řád se sídlem ve vesnici Rudy. V roce 1683 jel polský král Jan III. Sobieski na cestě do Vídně po cestě mezi místními rybníky a pravděpodobně zde vysadil několik dubů. V roce 1783 postavili cisterciáci u cesty vedoucí lesem lovecký zámeček (Dworek myśliwski). Cysterciáci zde působili až do roku 1810, kdy byl jejich řád zrušen. S místem je také spojován německý romantický spisovatel a básník Joseph von Eichendorff z blízkých Łubowic, který zde chodil lovit a zmiňuje se o tom ve svých denících. V letech 1906 a 1910 se v této oblasti účastnil lovu německý císař Vilém II. Pruský spolu s raciborským vévodou a knižetem Wiktorem III. Augustem von Ratibor. Místo je také známé „skandálním lovem“, kdy zmiňovaný vévoda se chtěl císaři zavděčit a nakoupil stovky kusů lovné a exotické zvěře, které nechal vypustil z košů až přímo před císařem, když zaujal střelecký postoj. Císař zvířata 5 hodin střílel. Asijského bažanta zlatého se mu však nepodařilo ulovit. Skutečný skandál vypukl poté, co byl v časopise slovem i obrazem zveřejněn popis „zvráceného“ lovu. I přes vyšetřování se nikdy nepodařilo najít osobu, která tuto informaci prozradila. V roce 1922 byla oblast díky svým mimořádným přírodním hodnotám zapsána poprvé do seznamu přírodních památek, což po druhé světové válce zaniklo. Později byla rezervace vyhlášena 23. ledna 1957.

### Vodstvo
Oblast je zásobována vodou z potoků Łęgoń, Nędza a Żabnica z povodí veletoku Odra. V rezervaci se nachází 8 rybníků, které existují již od 13. století:
- Ligotniak
- Brzeziniak
- Babiczak
- Grabowiec
- Tatusiak
- Markowiak
- Salm Duży
- Salm Mały

### Legendy
K místo se vztahuje několik legend o nadpřirozených bytostech.

## Další informace
Přírodní rezervace Łężczok je celoročně volně přístupná a na některých místech mohou být omezení vstupu v období hnízdění ptáků.

## Galerie

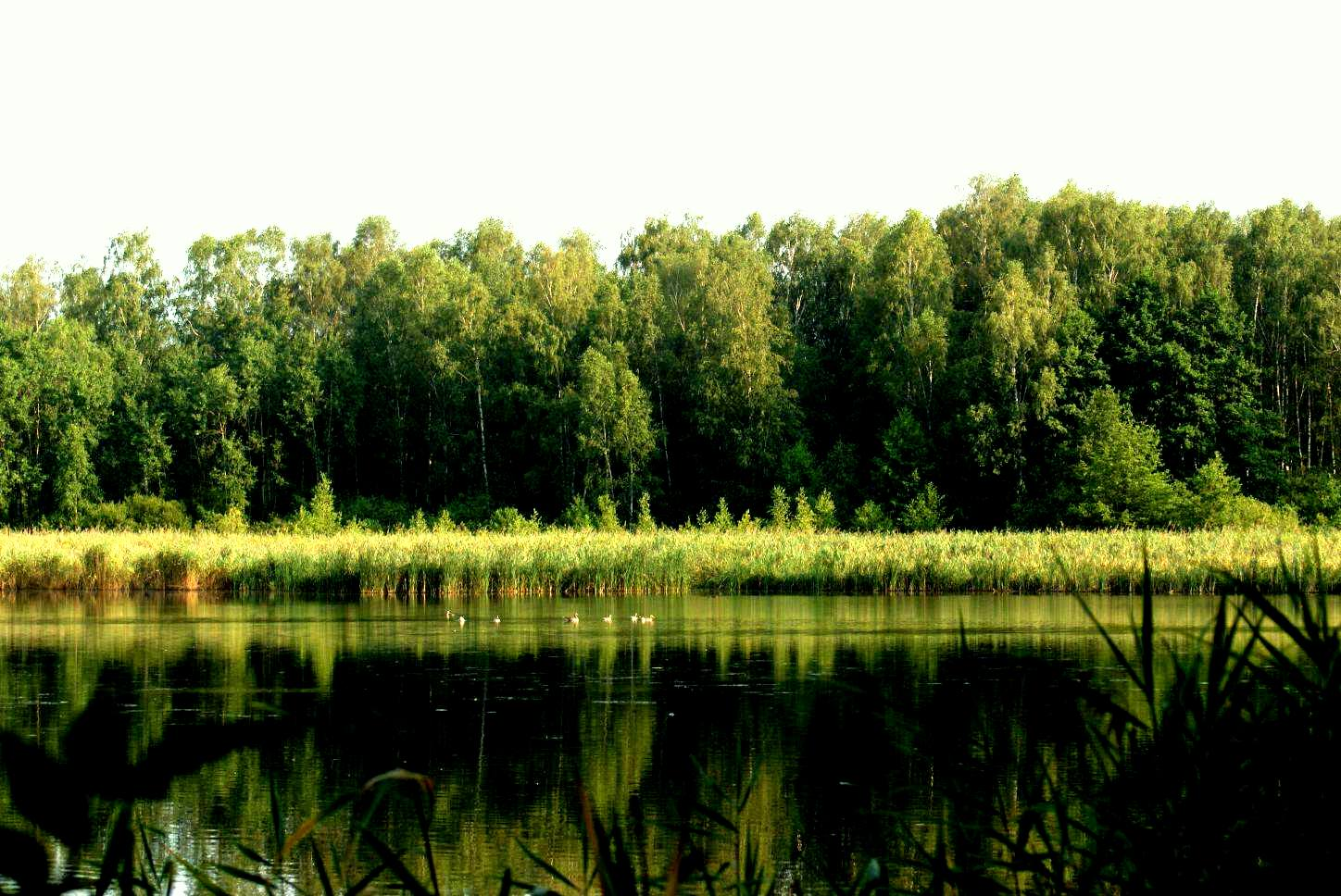
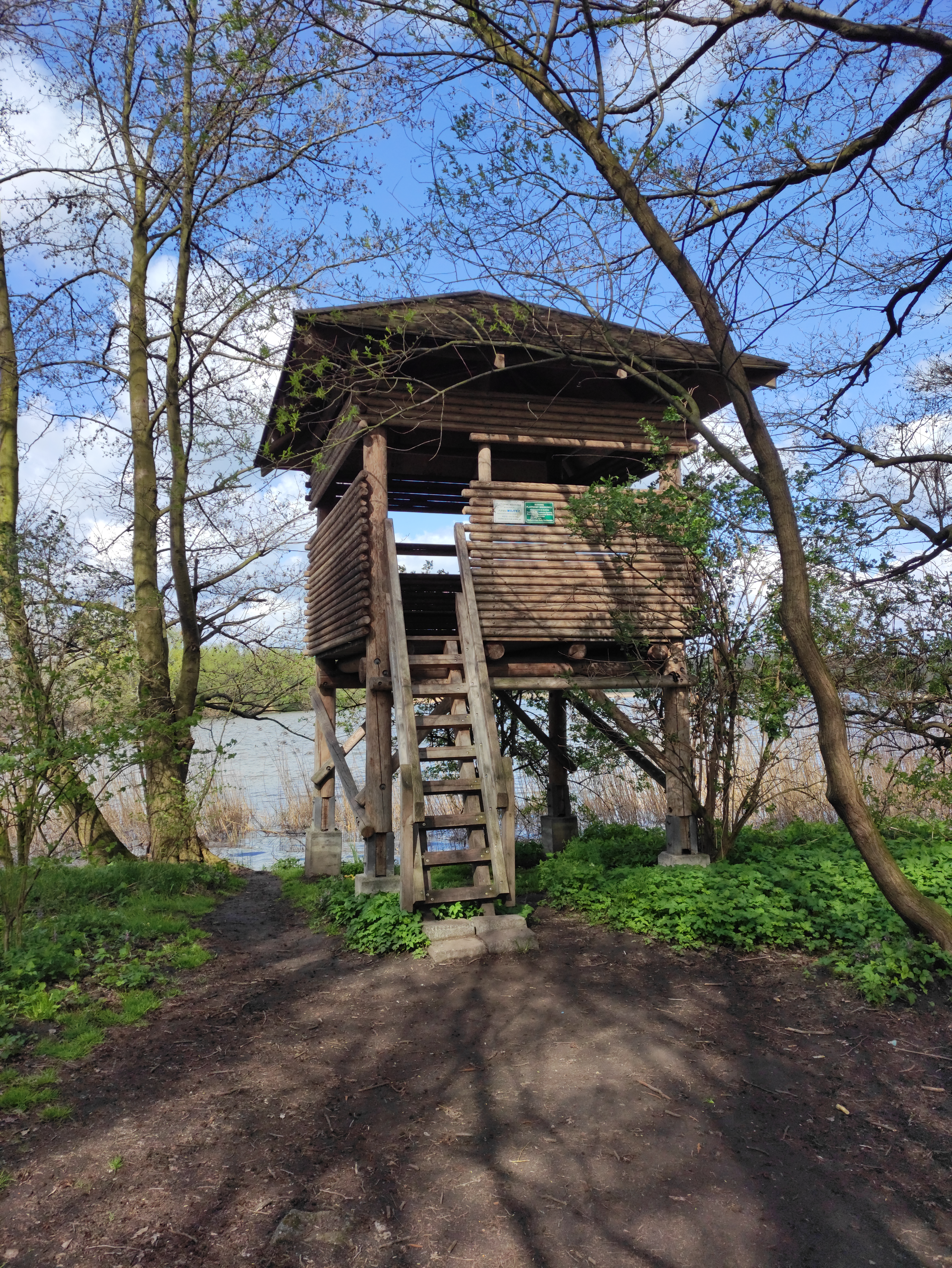
Pozorovatelna ptáků (Ambona do obserwacji ptaków)
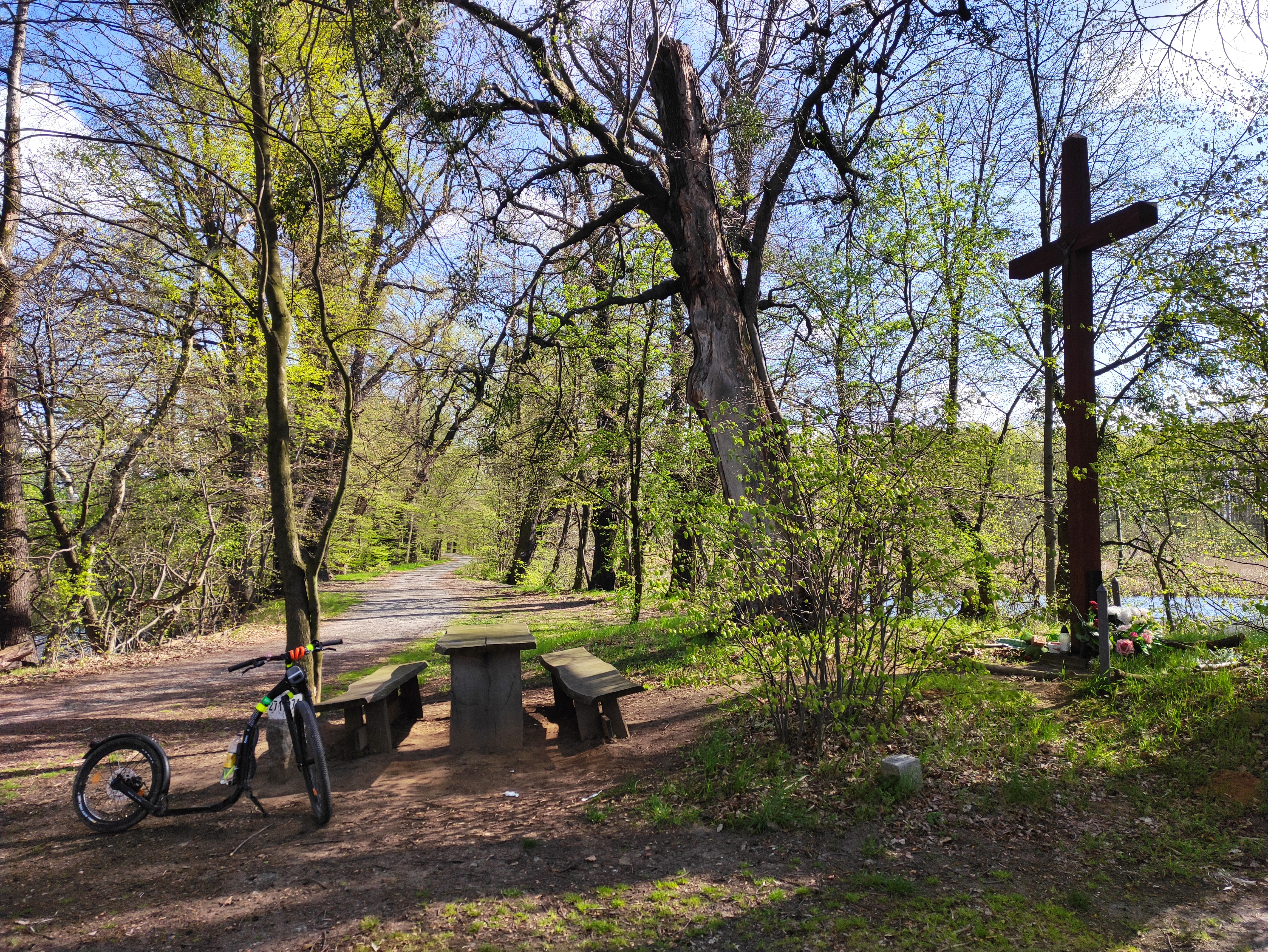
Zastavení u kříže
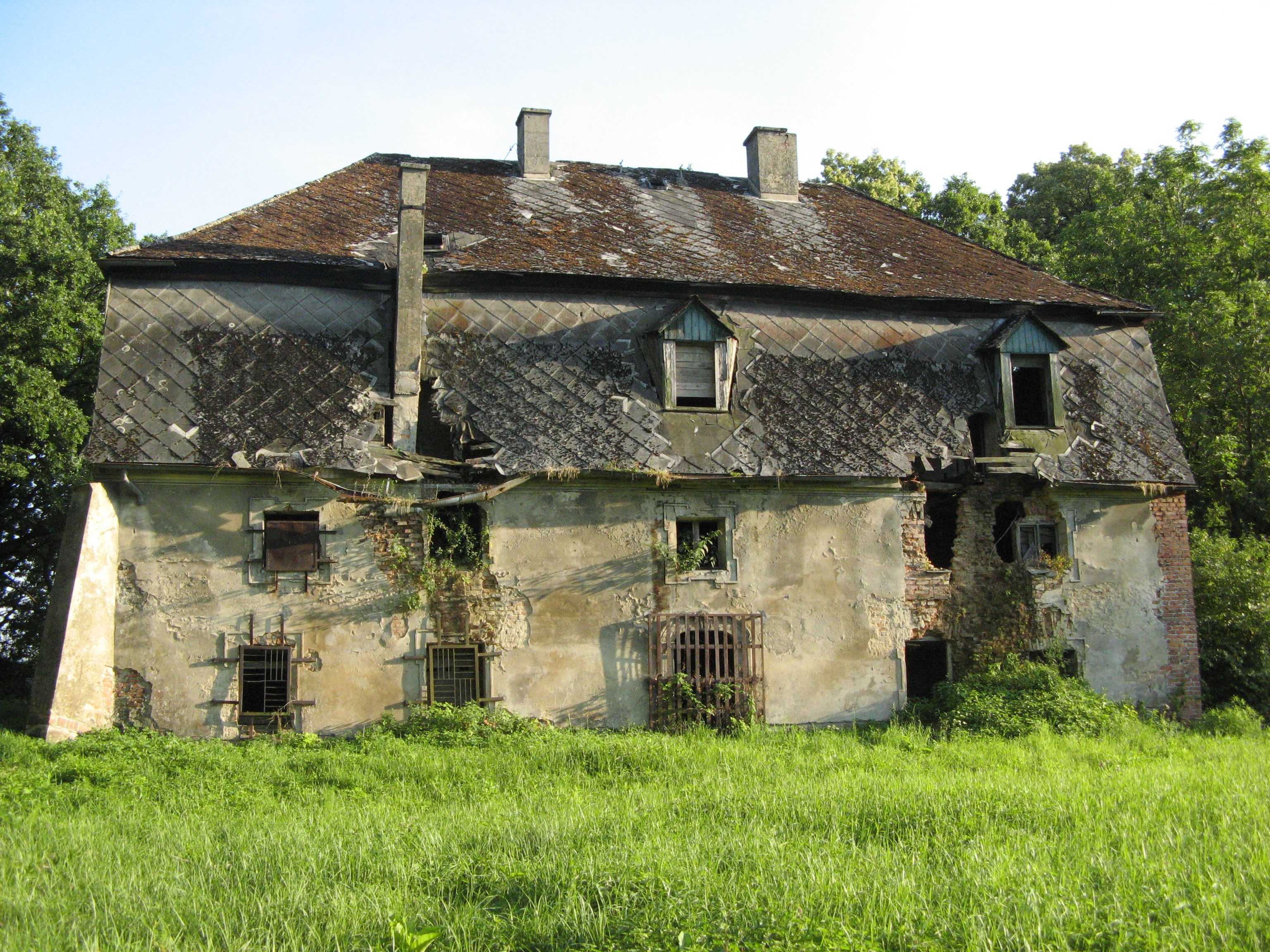
Ruiny myslivny
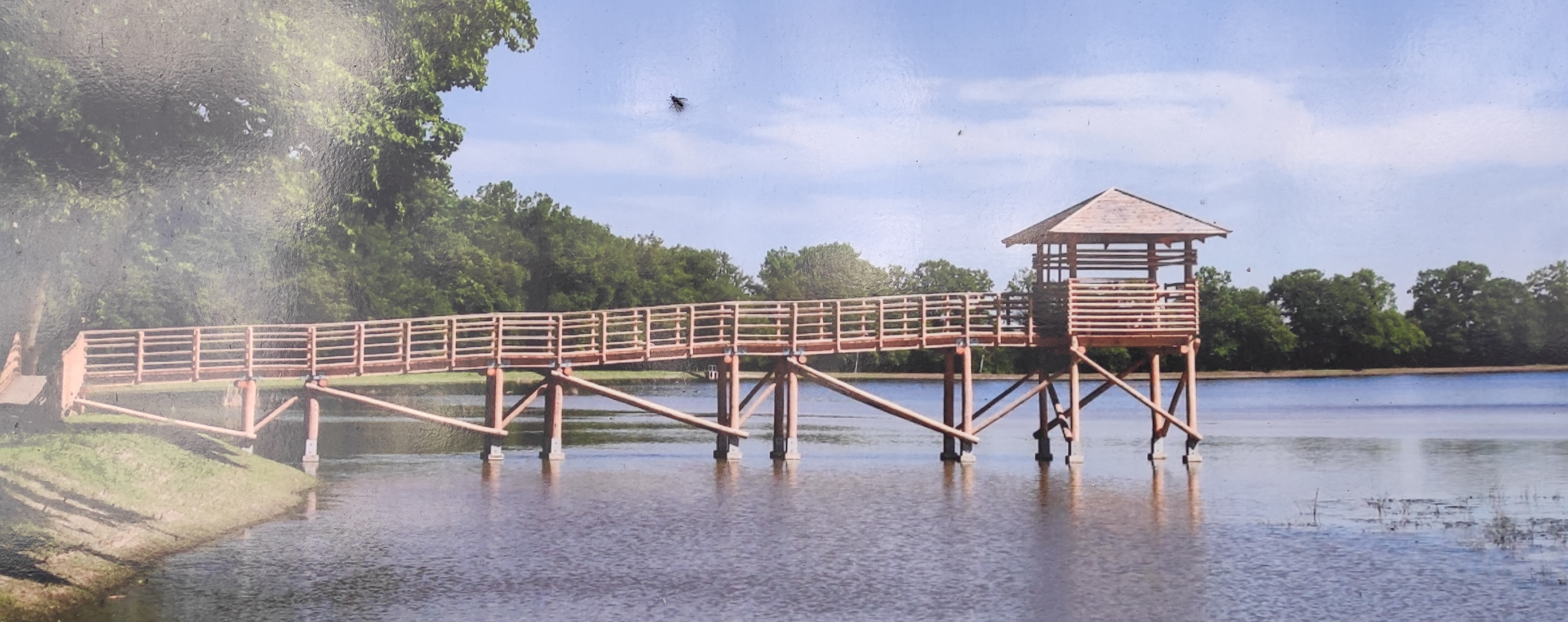
Vyhlídková plošina na Velkém Salmu
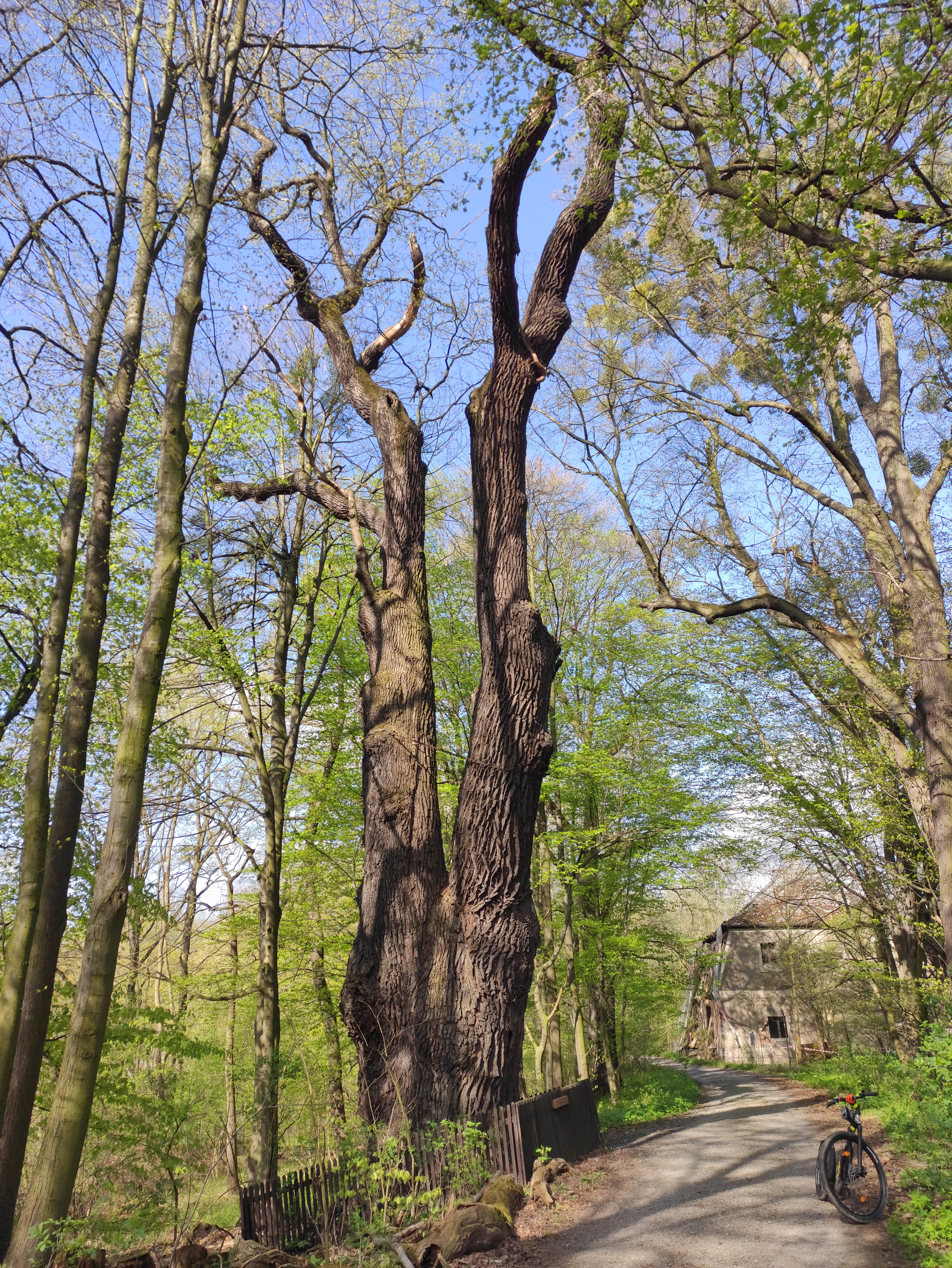
Dub Sobieského v Łężczoku
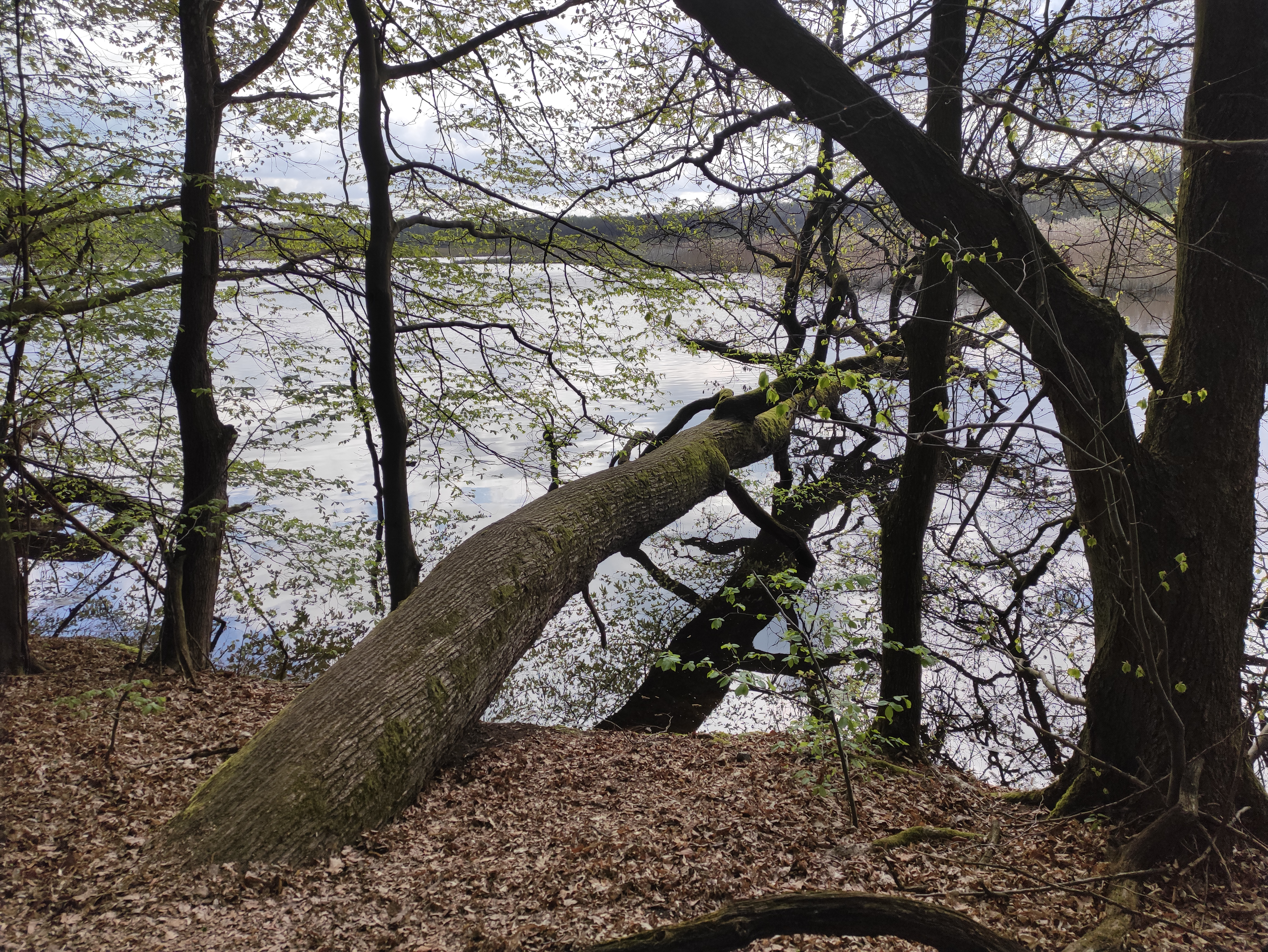
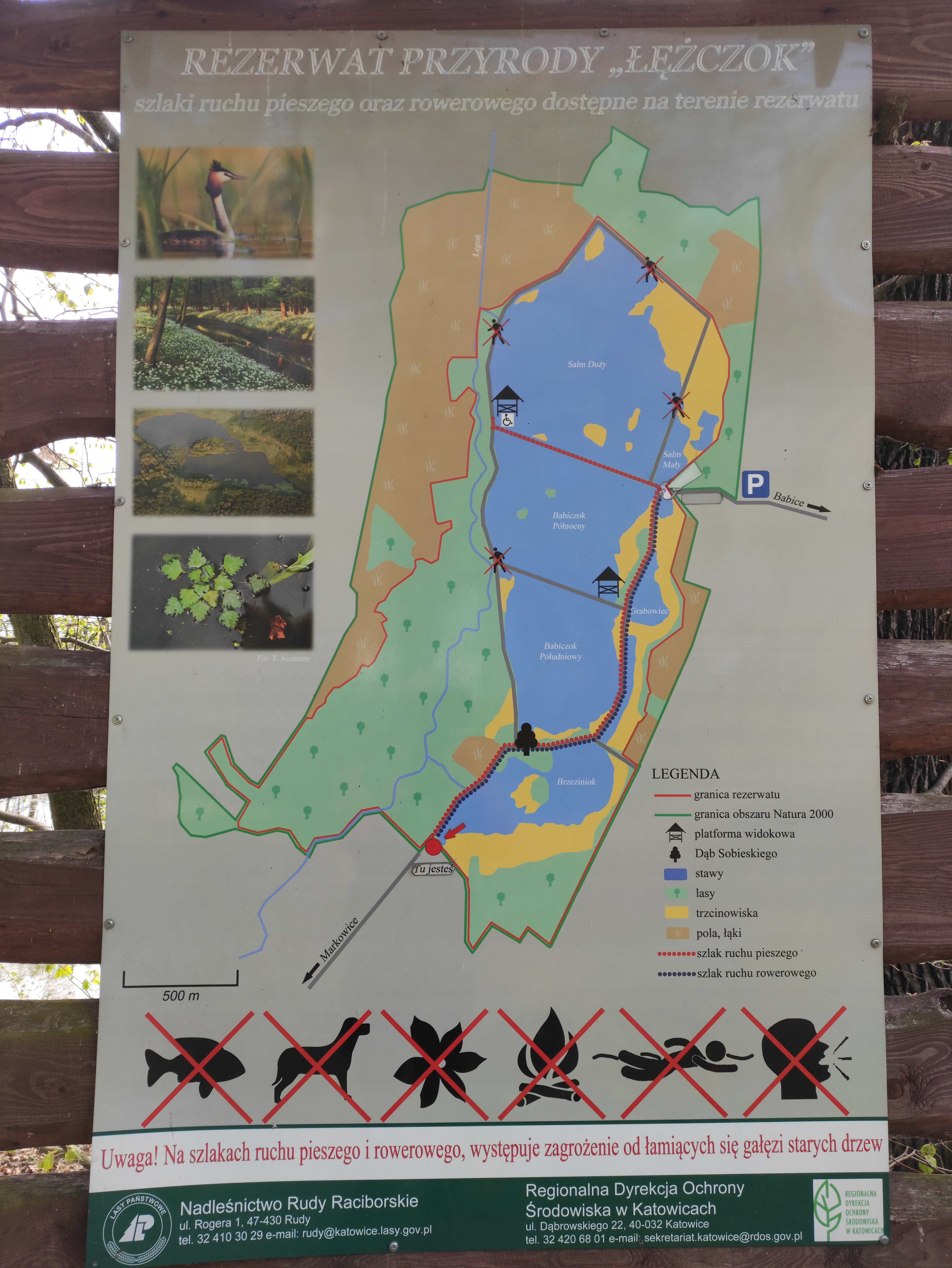
Mapa chráněného území
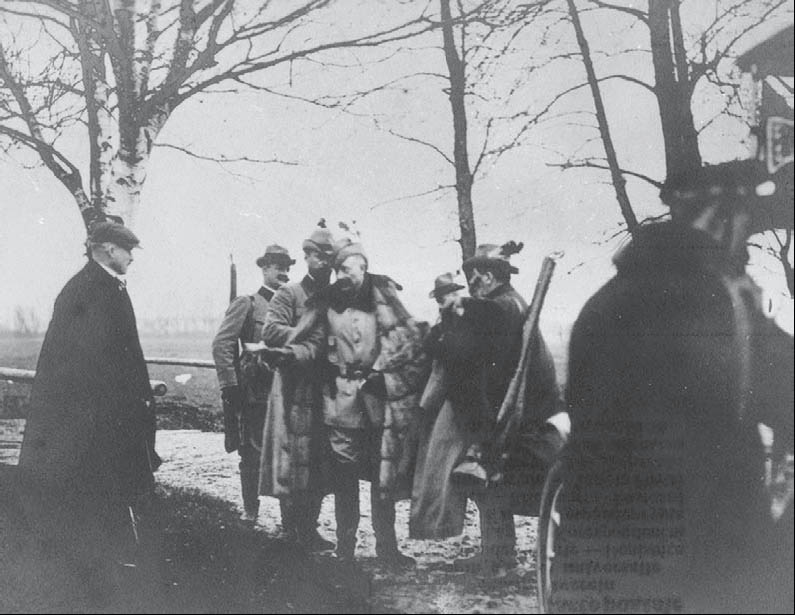
Historická fotografie německého císaře